# Élections législatives de 1958 en Haute-Savoie
Les élections législatives françaises de 1958 se déroulent les 23 et 30 novembre 1958. Dans le département de la Haute-Savoie, trois députés sont à élire dans le cadre de trois circonscriptions.

## Élus
| Circonscription | Député élu      | Parti | Parti |
| --------------- | --------------- | ----- | ----- |
| 1re             | Charles Bosson  |       | MRP   |
| 2e              | Georges Pianta  |       | CNIP  |
| 3e              | Joseph Philippe |       | MRP   |

## Système électoral
Pour la première fois depuis 1936, les élections législatives ont lieu au scrutin uninominal majoritaire à deux tours dans des circonscriptions uninominales.
Est élu au premier tour le candidat qui réunit la majorité absolue des suffrages exprimés et un nombre de voix au moins égal au quart (25 %) des électeurs inscrits dans la circonscription. Si aucun des candidats ne satisfait ces conditions, un second tour est organisé entre les candidats ayant réuni un nombre de voix au moins égal à 5 % des suffrages exprimés. Au second tour, le candidat arrivé en tête est déclaré élu.
Le seuil de qualification, basé sur un pourcentage relativement faible des suffrages exprimés, tend à faciliter l'accès au second tour de plus de deux candidats. Les candidats en lice au second tour peuvent ainsi fréquemment être trois, un cas de figure appelé « triangulaire ». Lorsque quatre candidats s'affrontent au second tour, on parle de « quadrangulaire ».

## Résultats

### Résultats à l'échelle du département
| Parti          | Parti                                            | Premier tour | Premier tour | Second tour | Second tour | Sièges |
| Parti          | Parti                                            | Voix         | %            | Voix        | %           | Sièges |
| -------------- | ------------------------------------------------ | ------------ | ------------ | ----------- | ----------- | ------ |
|                | Centre national des indépendants et paysans      | 27 811       | 21,10        | Retrait     | Retrait     | 1      |
|                | Modérés                                          | 15 876       | 12,05        | 17 074      | 17,87       | 0      |
|                | Droite parlementaire                             | 43 687       | 33,14        | 17 074      | 17,87       | 1      |
|                |                                                  |              |              |             |             |        |
|                | Mouvement républicain populaire                  | 49 447       | 37,51        | 58 588      | 61,34       | 2      |
|                | Parti communiste français                        | 16 244       | 12,32        | 6 939       | 7,26        | 0      |
|                | Parti républicain, radical et radical-socialiste | 10 481       | 7,95         | Retrait     | Retrait     | 0      |
|                | Section française de l'Internationale ouvrière   | 10 246       | 7,77         | 12 920      | 13,53       | 0      |
|                | Centre républicain                               | 1 703        | 1,29         |             |             | 0      |
|                |                                                  |              |              |             |             |        |
| Inscrits       | Inscrits                                         | 180 572      | 100,00       | 134 469     | 100,00      | 3      |
| Abstentions    | Abstentions                                      | 46 842       | 25,94        | 36 421      | 27,09       |        |
| Votants        | Votants                                          | 133 730      | 74,06        | 98 048      | 72,91       |        |
| Blancs et nuls | Blancs et nuls                                   | 1 922        | 1,44         | 2 527       | 2,58        |        |
| Exprimés       | Exprimés                                         | 131 808      | 98,56        | 95 521      | 97,42       |        |

### Résultats par circonscription

#### Première circonscription (Annecy)
| Candidat       | Candidat             | Parti          | Premier tour | Premier tour | Second tour | Second tour |  |
| Candidat       | Candidat             | Parti          | Voix         | %            | Voix        | %           |  |
| -------------- | -------------------- | -------------- | ------------ | ------------ | ----------- | ----------- |  |
|                | Charles Bosson élu   | MRP            | 25 968       | 47,34        | 30 012      | 55,55       |  |
|                | Jean Vallette d'Osia | Modérés        | 15 876       | 28,94        | 17 074      | 31,6        |  |
|                | Émile Valla          | PCF            | 5 987        | 10,92        | 6 939       | 12,84       |  |
|                | Robert Besson        | SFIO           | 4 543        | 8,28         | Retrait     | Retrait     |  |
|                | Georges Raisin       | Radsoc         | 2 475        | 4,51         |             |             |  |
|                |                      |                |              |              |             |             |  |
| Inscrits       | Inscrits             | Inscrits       | 74 618       | 100,00       | 74 597      | 100,00      |  |
| Abstentions    | Abstentions          | Abstentions    | 18 915       | 25,35        | 19 638      | 26,33       |  |
| Votants        | Votants              | Votants        | 55 703       | 74,65        | 54 959      | 73,67       |  |
| Blancs et nuls | Blancs et nuls       | Blancs et nuls | 854          | 1,53         | 934         | 1,7         |  |
| Exprimés       | Exprimés             | Exprimés       | 54 849       | 98,47        | 54 025      | 98,3        |  |

#### Deuxième circonscription (Thonon-les-Bains)
|                | Georges Pianta élu | CNIP           | 17 711 | 52,29  |  |  |  |
|                | Paul Cloppet       | MRP            | 8 828  | 26,07  |  |  |  |
|                | Albert Boccagny    | PCF            | 4 995  | 14,75  |  |  |  |
|                | Gaston Mériguet    | Radsoc         | 2 334  | 6,89   |  |  |  |
|                |                    |                |        |        |  |  |  |
| Inscrits       | Inscrits           | Inscrits       | 46 071 | 100,00 |  |  |  |
| Abstentions    | Abstentions        | Abstentions    | 11 711 | 25,42  |  |  |  |
| Votants        | Votants            | Votants        | 34 360 | 74,58  |  |  |  |
| Blancs et nuls | Blancs et nuls     | Blancs et nuls | 492    | 1,43   |  |  |  |
| Exprimés       | Exprimés           | Exprimés       | 33 868 | 98,57  |  |  |  |

#### Troisième circonscription (Bonneville)
| Candidat       | Candidat            | Parti          | Premier tour | Premier tour | Second tour | Second tour |  |
| Candidat       | Candidat            | Parti          | Voix         | %            | Voix        | %           |  |
| -------------- | ------------------- | -------------- | ------------ | ------------ | ----------- | ----------- |  |
|                | Joseph Philippe élu | MRP            | 14 651       | 34           | 28 576      | 68,86       |  |
|                | Louis Rouxel        | CNIP           | 10 100       | 23,44        | Retrait     | Retrait     |  |
|                | Henri Briffod       | SFIO           | 5 703        | 13,23        | 12 920      | 31,14       |  |
|                | Paul Bechet         | Radsoc         | 5 672        | 13,16        | Retrait     | Retrait     |  |
|                | Jean Vittoz         | PCF            | 5 262        | 12,21        | Retrait     | Retrait     |  |
|                | Marcel Mazereau     | CR             | 1 703        | 3,95         |             |             |  |
|                |                     |                |              |              |             |             |  |
| Inscrits       | Inscrits            | Inscrits       | 59 883       | 100,00       | 59 872      | 100,00      |  |
| Abstentions    | Abstentions         | Abstentions    | 16 216       | 27,08        | 16 783      | 28,03       |  |
| Votants        | Votants             | Votants        | 43 667       | 72,92        | 43 089      | 71,97       |  |
| Blancs et nuls | Blancs et nuls      | Blancs et nuls | 576          | 1,32         | 1 593       | 3,7         |  |
| Exprimés       | Exprimés            | Exprimés       | 43 091       | 98,68        | 41 496      | 96,3        |  |